# Josh Collmenter
Joshua Michael Collmenter (né le 7 février 1986 à Homer, Michigan, États-Unis) est un lanceur droitier qui a joué de 2011 à 2017 dans la Ligue majeure de baseball avant de signer avec les Tuatara d'Auckland dans la Ligue australienne de baseball.

## Carrière

### Diamondbacks de l'Arizona
Josh Collmenter est repêché par les Diamondbacks de l'Arizona au 15e tour de sélection en 2007. Dans les ligues mineures, le jeune lanceur partant gradue en classe Triple-A en 2010 et est assigné, début 2011, aux Aces de Reno, le club-école des Diamondbacks dans la Ligue de la côte du Pacifique.
En avril 2011, les Diamondbacks le rappellent des mineures. Il fait ses débuts dans les majeures le 17 avril comme lanceur de relève. Appelé au monticule en manches supplémentaires d'un match face aux Giants de San Francisco, il blanchit l'adversaire en 11e et 12e manche et est crédité d'une première décision gagnante dans la victoire de 6-5 d'Arizona. Collmenter dispute 31 parties pour Arizona en 2011, dont 24 comme lanceur partant. Il remporte 10 victoire contre 10 défaites avec une moyenne de points mérités de 3,38 et 100 retraits sur des prises en 154 manches et un tiers lancées. Il est le partant des Diamondbacks le 4 octobre dans le 3e match de la Série de divisions contre Milwaukee, alors que son club fait face à l'élimination. Lanceur gagnant de ce match, Collmenter ne donne qu'un point sur deux coups sûrs en sept manches tandis que ses coéquipiers lui donnent l'appui offensif nécessaire à leur victoire de 8-1. Collmenter frappe même un coup sûr et marque un point dans cette rencontre. 
Josh Collmenter termine 5e au vote de la meilleure recrue de 2011 dans la Ligue nationale.
Après avoir monté sa moyenne de points mérités à 9,82 après 4 départs en 2012, Collmenter est retiré de la rotation de lanceurs partants des D-backs et envoyé en longue relève. Il alterne donc entre la rotation et l'enclos au cours de cette saison 2012, effectuant 11 départs et ajoutant 17 présences en relève. Il rétablit sa moyenne, qui se chiffre à 3,69 en 90 manches et un tiers lancées au cours de l'année. Il remporte 5 victoires contre 3 défaites.
Utilisé uniquement comme releveur en 2013, Collmenter présente une moyenne de points mérités de 3,13 en 92 manches lancées, avec 5 victoires et autant de revers.

### Braves d'Atlanta
Libéré par Arizona et mis sous contrat par les Cubs de Chicago en cours de saison 2016, Collmenter ne joue pas pour cette dernière équipe et son contrat est récupéré par les Braves d'Atlanta, avec qui il termine la campagne. 